# Staphylinus
A Staphylinus  a rovarok (Insecta) osztályának a bogarak (Coleoptera) rendjéhez, ezen belül a mindenevő bogarak (Polyphaga) alrendjéhez és a holyvafélék (Staphylinidae) családjához tartozó nem. A család névadó génusza.

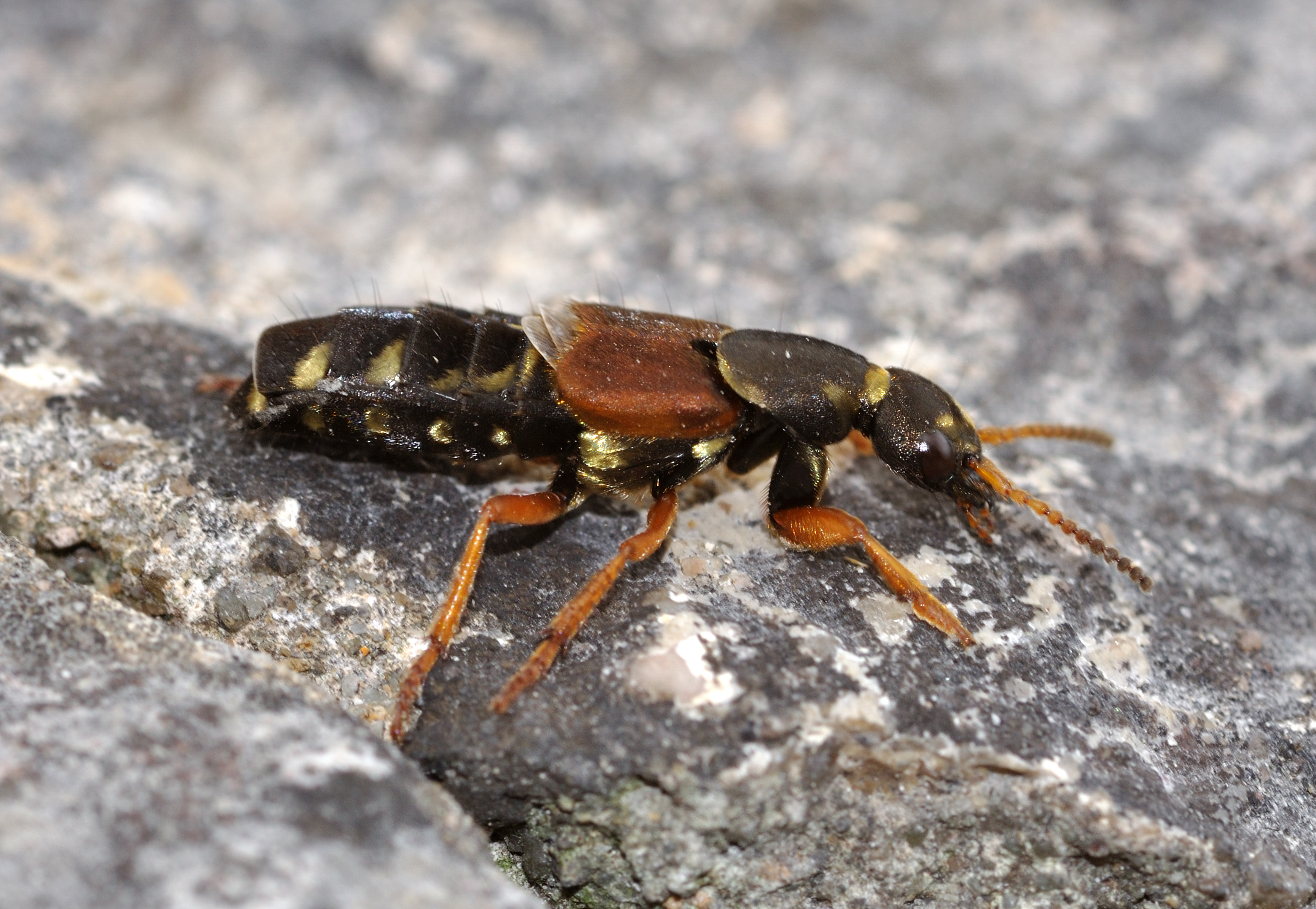
Staphylinus dimidiaticornis

## Magyarországon előforduló fajok
- Aranysujtásos holyva (Staphylinus caesareus) (Cederhjelm, 1798)
- Aranydíszes holyva (Staphylinus dimidiaticornis) (Gemminger, 1851)
- Aranypajzsú holyva (Staphylinus erythropterus) (Linnaeus, 1758)